# Taghi Taghiyev
Taghi Taghiyev (en azéri : Tağı Əzizağa oğlu Tağıyev, né le 7 novembre 1917 à Bakou et mort le 27 juin 1993 à Bakou) est le peintre du Peuple azéri.

## Biographie
Il obtient son diplôme d'études secondaires en 1931 et est admis au College d’Art de Bakou. En 1940-1941, il poursuit ses études à l'Institut d'art de Moscou. Les œuvres de l'artiste incluent Gara Garayev, Sattar Bahlulzade, Mémoirs d’enfance, Belle, et d'autres. Ses œuvres ont été exposées à Prague, Pékin, Dakar et dans d'autres villes.
L'auteur, qui réalise des portraits de personnages historiques et de braves guerriers pendant la Grande Guerre patriotique (1941-1945), préfère créer des images de personnages culturels de la période suivante.

## Travaux
L'artiste, qui voyage en Afrique en 1954, peint les préoccupations et les rêves des gens qui y vivent. Ses œuvres Une Africaine,La crête d'Absheron et Bonjour, nouveau monde créées après cette visite sont des exemples intéressants à cet égard.
En 1968, la première exposition personnelle est organisée à Bakou. Les œuvres de Tagi Tagiyev sont exposées au Musée d'art oriental (Moscou), au Musée d'art d'État d'Azerbaïdjan nommé d'après R. Mustafayev, à la Galerie d'art d'État d'Azerbaïdjan et à d'autres conservés dans les musées. Son travail était très apprécié par notre état, et le 1er décembre 1982, il reçoit le titre honorifique de Artiste émérite et Peintre du Peuple.
Ses œuvres sont conservées au Musée d'art oriental de Moscou, au Musée national d'art d'Azerbaïdjan, à la Galerie d'art d'État d'Azerbaïdjan, aux Musées et galeries de Géorgie et de nombreux autres pays, ainsi que dans des collections privées.